# 山田亘 (写真家)
山田 亘（やまだ こう、1964年2月6日 - ）は日本の写真家。名古屋を活動の拠点としている。 写真作品のみならず、新聞や本のプロジェクトに注力したメディアアーチストとしても活動している。

## 経歴
1964年2月、天文学者であり天文教育普及に努めた山田卓の長男として愛知県名古屋市に生まれる。名古屋市立橘小学校、名古屋市立川名中学校、名古屋市立向陽高等学校を卒業後、英語専門学校（駿台ELS英語学院）を経て渡米、米国オハイオ州立オハイオ大学及びオハイオ大学大学院芸術学部写真学専攻を修了後、アメリカで作家活動を開始。
1993年にはアメリカ写真協会(American Photography Institute)主催の全米20名選抜のNational Graduate Seminarのフェローシップを受けニューヨーク大学において展覧会及び集中セミナーに参加、その後同じくフェローシップセミナーに選抜されていた写真家Osamu James Nakagawa、Bill Thomasの誘いを受けテキサス州ヒューストンに移住した。
1994年にはヒューストン国際写真フェスティバル(FOTO FEST）のサテライト展覧会として初の個展。この時に展覧会を見たブラジルの写真家マルコス・サンティリに招かれて1995年にブラジルサンパウロの第2回サンパウロ国際写真ミーティングにおいて個展を行った。
1996年に帰国後、1998年には同館主催の企画展MEDIALOGUEに出品した。その頃から日本デザイナー芸術学院（旧日本デザイナー学院）、名古屋芸術大学、名古屋造形大学（旧名古屋造形芸術大学）などで講師を務めるようになり、現在も教育現場に携わっている。
2002年に開催された電子芸術国際会議2002名古屋（ISEA2002Nagoya）で事務局次長を務めたことをきっかけに、その活動領域を写真をベースとしたマルチメディア表現へと拡げている。
2002年の年末には美術家、田中偉一郎との二人展「あとは若いおふたりで」（愛知県春日井市）2003年には美術館内で新聞社を運営し来館者のはじめて働いた時の記憶を取材する「労働記者クラブ」で日本「グッドデザイン賞2003」審査員特別賞（岐阜県多治見市現代陶芸美術館、ロドチェンコルームプロジェクトの一環として） 原初的な記憶を星座の神話のようなものとして聞き書きして編纂した「記憶の星座」（constellating Recollections) の本をパフォーマンスを組み合わせた、詩人、村田 仁との共同プロジェクトをマサチューセッツのマウントホリヨーク大学で行っている。思い出すという行為の意味や位置づけを問い直すこれらの作品は、その後の作風に大きな変化をもたらしている。
2007年から2年間、マレーシア国立のマラ工科大学の芸術学部写真学科の卒業制作の外部審査員を務めた。
2008年にサウンドアートのCDに参加「二十一世紀精神」したことからサウンドパフォーマンスにも積極的に参加、「楽器工事」「Phono-Electus」といったサウンドユニットを組んで活動している。
2009年にはクリエイティブ・デザインシティなごや2009において国際若手デザイナーワークショップのディレクターとして「名古屋なるへそ新聞」を企画。
2010年の「あいちアートの森」展では人の不在を物語る声を使った写真作品とサウンドインスタレーションと組み合わせた映像サウンドインスタレーションを発表。本、新聞といった紙媒体のコンセプトを遊んだり、映像制作やパフォーマンスにも取り組み、あいちトリエンナーレの関連企画である「地熱の荒野新聞」において自身初の漫画連載「れんさい7コマまんがアングラくん」も経験。
2010年12月「きろくのきおく」展では自身初の企画展の企画にも携わっている。
2011年「球殻の空」では写真作品、「なんだかうれしい」展では8000本の印鑑と朱肉を使った参加型の立体作品を発表している。
ベルリンで毎年開催されているDMY INTERNATIONAL DESIGN FESTIVAL（2011)においては都市の変遷のシミュレーションとしての新聞ワークショップ企画「Berliner Naruheso Weltzeitung (ベルリンなるへそ世界新聞）」を発表、運営している。
新聞プロジェクトはその後フランス・サンティティエンヌのデザインビエンナーレでも紹介され、2013年には大阪西成で一年間の編集部運営プロジェクト、2016年にはあいちトリエンナーレ国際展の一つとして新聞社プロジェクト作品として発表された。2017年 [Coucou, Je suis revenue]　鶏卵紙写真による写真展 サンティティエンヌ デザインビエンナーレにおいて開催、同年 [家族　あそぶ！]展　愛知児童総合センターでは2011年の「なんだかうれしい」で発表した印鑑の作品を再展示し、名古屋造形大学主催の[寺町アートフェスティバル]ではいろはにほへとのオブジェで子供が言葉遊びができる作品も発表し、子供向けのワークショップに注力している。2018年 [AICAD2018 exhibition] for Asia International Conference of Art and Design, にマレーシア・ランカウイ島のナショナルギャラリーでの展示に参加。
2019年  名古屋造形大学企画[しかしかしか]展に参加、また名古屋芸術大学で開催されたマレーシア国立マラ工科大学主催の[AICAD2019 Nagoya exhibition]に作家として参加した。
名古屋市において[ART FARMing]都市農業アート展を主催、ディレクションした。　同年[Double helix of Kinsey]写真展をオーストリア・グラーツ市のデザイン月間で企画・開催し、作家としても参加。
2020年コロナ禍において非対面型のアート放送プロジェクト [ART FARMing TV]を開始、現在も継続している。一方写真の展示を現地に向かうことなく中欧セルビア・クラグイェヴァツ市の Fotorama Festival において [ ground/home ]展として企画した。
作品やそのプロジェクトは日本国内、ブラジル、アメリカ、ドイツ、フランス、セルビア、タイ、マレーシア等や、セカンドライフのようなバーチャルスペースでまでも幅広く展示、公開されている。Mediaselect会員、日本映像学会会員。
（参照：Ko Yamada official websiteより　https://www.umbilicalsites.com/ko-yamada/）

## 主な展覧会
主な個展
- 2016 年 [大愛知なるへそ新聞社]　あいちトリエンナーレ2016国際展　愛知県名古屋市

- [Specimen of Good-byes] Galerija Mihajlovog konaka, Narodni Muzej ,セルビア・クラグイェヴァツ

- 2011年
  - 球殻の空 - 名古屋大学プロジェクトギャラリー「clas」 愛知県名古屋市
- 2008年
  - Umbilical Sites - ギャラリーもぐら 土から生える展関連企画 岐阜県多治見市
- 2004年
  - さよならの押し花 - 名古屋市科学館 フォーラム顔学（第9回日本顔学会大会）関連展
- 2000年
  - re-union - ギャラリー・プランネット 名古屋
- 1995年
  - IDENTIDADE REFLETIDA 第2回サンパウロ国際写真ミーティング
- 1994年
  - Reflected Identity - ヒューストン国際写真祭、テキサス州ヒューストン

主な企画展　（＊は企画者及び作家として参加）
2019 年 [しかしかしか]　名古屋造形大学企画　愛知県名古屋市　　　　　　　　　　　　　　　　　　　　　　　　　
- [AICAD2019 Nagoya exhibition] Asia International Community of Art and Design, 名古屋芸術大学　愛知県北名古屋市
- ＊[ART FARMing]　都市農業アート展, 長者町スクール・オブ・アーツ　愛知県名古屋市
- ＊[Double helix of Kinsey]　写真展　グラーツデザイン月間　オーストリア・グラーツ

- 2018 年 [AICAD2018 exhibition] for Asia International Conference of Art and Design, ナショナルギャラリー

　　マレーシア・ランカウイ島
- 2017 年 ＊[Coucou, Je suis revenue]　鶏卵紙写真による写真展 サンティティエンヌ デザインビエンナーレ

　　　　フランス・サンティティエンヌ
- [ I am Home ] 日本とセルビアの写真家達による写真芸術の相互プロジェクト展覧会

　　　　フォトラマ007フェスティバル　セルビア・クラグイェヴァツ
- [家族　あそぶ！]展　愛知児童総合センター、愛知県

- [寺町アートフェスティバル]名古屋造形大学、愛知県名古屋市
- 2015年[中川運河リミコライン・プロジェクト] 「運河新聞テレビ」 生放送パフォーマンス 愛知県名古屋市[１９５４年の物語]
  - 「きそがわ還暦新聞・Nihon Rhein」　みのかも市民ミュージアム 岐阜県美濃加茂市

- 2014年 [西成なるへそ新聞] 大阪府立 江之子島文化芸術創造センター/enoco 大阪
  - [きそがわ日和]2014 　「きそがわ還暦新聞」　きそがわ日和　岐阜県美濃加茂市

- 2013年 [Naruheso Newspaper Project] サンティティエンヌ国際デザインビエンナーレ　フラン
  - [荒野ノヒカリ] 愛岐トンネル　
  - ＊[西成なるへそ新聞] ブレーカープロジェクト（大阪市）との1年間の継続新聞プロジェクト

- 2011年
  - [DMY INTERNATIONAL DESIGN FESTIVAL BERLIN 2011] ベルリン ドイツ
  - [なんだかうれしい] 愛知県児童総合センター 愛知県長久手町
- 2010年
  - [きろくのきおく] 文化フォーラム春日井 かすがい市民文化財団 企画及び出品 愛知県春日井市
  - [アーッラジオ] 名古屋芸術大学 b
  - [あいちアートの森]（堀川会場）文化庁地域文化芸術振興プラン推進事業 あいちアートの森実行委員会
  - [サウンダメンタリズム2] カフェパルル サウンドパフォーマンス 名古屋
  - [Sound and Affect Vol.1] Live & Lounge Vio サウンドパフォーマンス 名古屋
- 2009年
  - [映像メディアのコンテクスト] メディアセレクト09 名古屋芸術大学アート&デザインセンター
  - [サウンダメンタリズム]　カフェパルル　サウンドパフォーマンス 名古屋
  - [presence & absence] 1st FAIC国際芸術カンファレンス バンコク
  - [Eyes Wide Open] Selected works from SIPF Annexe Gallery Kuala Lumpur、マレーシア
- 2008年
  - [シンガポール国際写真フェスティバル] SIPF シンガポール
- 2007年
  - [エキゾチック] メディアセレクト2007 愛知県児童総合センター
  - [Another Possibility] Studio OOB、バーチャル社会、セカンドライフ内の企画展
  - [二十一世紀精神] サウンドプロダクションプロジェクト、名盤レコード、愛知
- 2006年
  - [Fetish and Bookish] Gallery Art Feti、名古屋
  - [さよならの押し花] 名古屋大学情報科学棟 名古屋
- 2005年
  - [Malaysia Japan Art Exchange] Mara Institute of Technology Malaysia
  - [人工夢] 名古屋市民芸術祭2005　名古屋市民ギャラリー矢田　愛知県名古屋市
  - [light Boxes / Dark Rooms] イサカ大学 Ithaca, New York, U.S.A.
  - [河崎アートスクール]展 夏講座 三重県伊勢市河崎町
  - [meeting]展 +gallery 愛知県江南市
  - [河崎アートスクール]展 河崎蔵 三重県伊勢市河崎町
  - [ko n ni chi wa]展 シュリナカリン・ウィロット大学 タイ、バンコク
- 2004年
  - [Light Boxes / Dark Rooms]展 ホープ大学 アメリカ ミシガン州
- 2003年
  - [Constellating Recollections] ブックプロジェクト/パフォーマンスワークショップ
  - マウントホリヨーク大学 アメリカ マサチューセッツ州マウントホリヨーク
  - [労働記者クラブ] パフォーマンスワークショップ、岐阜県現代陶芸美術館 岐阜県多治見市
- 2002年
  - [あとは若いおふたりで]展、文化フォーラム春日井、愛知県春日井市
- 2001年
  - [MEDIASELECT2001〜たゆたう眼差し]展 名古屋港20号倉庫
- 1999-2000年
  - [ZEITGENOSSISCHE FOTOKUNST AUS JAPAN]日本の現代写真 ドイツ国内の4美術館巡回展
- 1998年
  - [Hitobito]展 KIPPギャラリー、インディアナ大学（アメリカ合衆国ペンシルベニア州インディアナ）
  - [MEDIALOGUE]展 東京都写真美術館
- 1997年
  - 第2回東京国際写真ビエンナーレ（奨励賞受賞）東京都写真美術館
- 1996年
  - [フォトノミナル]展 ジェームスタウン大学 ニューヨーク州ジェームスタウン
  - [FRAME within a FRAME]展 Zギャラリー ニューヨーク
  - [Here and There]展 ヒューストン国際写真祭、テキサス州ヒューストン
- 1995年
  - [Report On] Gallery LA FENICE、大阪
  - [Cultural Baggage] ライス大学メディアセンター、ライス大学 アメリカ テキサス州
- 1994年

（参照：Ko Yamada official websiteより　https://www.umbilicalsites.com/ko-yamada/）

### アートプロジェクト企画者として
- 2019年[ART FARMing]　一年間の都市農業アートプロジェクト, 長者町スクール・オブ・アーツ　愛知県名古屋市
- [Double helix of Kinsey]　写真展　グラーツデザイン月間においてユネスコデザイン都市名古屋の展示として企画開催

オーストリア・グラーツ
- 2017年　[ I am Home ] 日本とセルビアの写真家達による写真芸術の相互プロジェクト展覧会　フォトラマ007フェスティバル、セルビア・クラグイェヴァツ
- [Coucou, Je suis revenue]　鶏卵紙写真による写真展 サンティティエンヌ デザインビエンナーレ

　　　　フランス・サンティティエンヌ
- 2013 年 [西成なるへそ新聞]　都市の変遷のシミュレーションとしての新聞ワークショップ

　　　　ブレーカープロジェクトの年間プロジェクトとして1年間にわたり継続的に発行し流通させた。
- 2011 年 [Berliner Naruheso Weltzeitung](ベルリンなるへそ世界新聞）都市の変遷のシミュレーション

　　　　としての新聞ワークショップ　DMY インターナショナルデザインフェスティバル　ベルリン
- 2010 年 [きろくのきおく] かすがい市民文化財団十周年記念企画　愛知県春日井市
- 2009 年 クリエイティブデザインシティなごや2009 若手デザイナーワークショップ　ディレクター

（参照：Ko Yamada official websiteより　https://www.umbilicalsites.com/ko-yamada/）

## 主な受賞歴
- 1993 テキサス州知事賞 テキサス写真協会、アメリカ写真協会（American Photography Institute)主催 全米大学院選抜フェローシップ
- 1995-94 ヒューストン写真センター フェローシップアワード
- 1997 第2回東京国際写真ビエンナーレ 奨励賞 東京都写真美術館
- 2003 日本「グッドデザイン賞2003」 審査員特別賞　（岐阜県多治見市現代陶芸美術館、ロドチェンコ　ルームプロジェクトの一環としてのプロジェクト「労働記者クラブ」ーパフォーマンスワークショップとして）

（参照：Ko Yamada official websiteより　https://www.umbilicalsites.com/ko-yamada/）

## 公共コレクション
- 東京都写真美術館
- 清里フォトミュージアム
- ヒューストン現代美術館、Houston U.S.A.
- マラ工科大学 スリ・イスカンダル マレーシア 等

（参照：Ko Yamada official websiteより　https://www.umbilicalsites.com/ko-yamada/）

## 主な印刷物
- [FORUM PRESS]表紙連載　2004-現在
- Schan 愛知市民教育ネット 特集&表紙写真 2003-2009
- [プレジデント] 写真取材 クローズアップジャパン等 2004.3 - 現在
- [美術手帳] 美術出版社 ローカルアクション プロジェクトリポート寄稿 2003.8
- [日本写真家事典] 淡交社
- [シンガポール国際写真フェスティバル] SIPF シンガポール
- [ZEITGENOSSISCHE FOTOKUNST AUS JAPAN] NBK ドイツ、ベルリン
- [MEDIALOGUE] 東京都写真美術館
- [第2回東京国際写真ビエンナーレ] 東京都写真美術館
- [Fotofest 94] Houston Fotofest Houston, Texas, U.S.A.

（参照：Ko Yamada official websiteより　https://www.umbilicalsites.com/ko-yamada/）